# Naturmuseum Augsburg

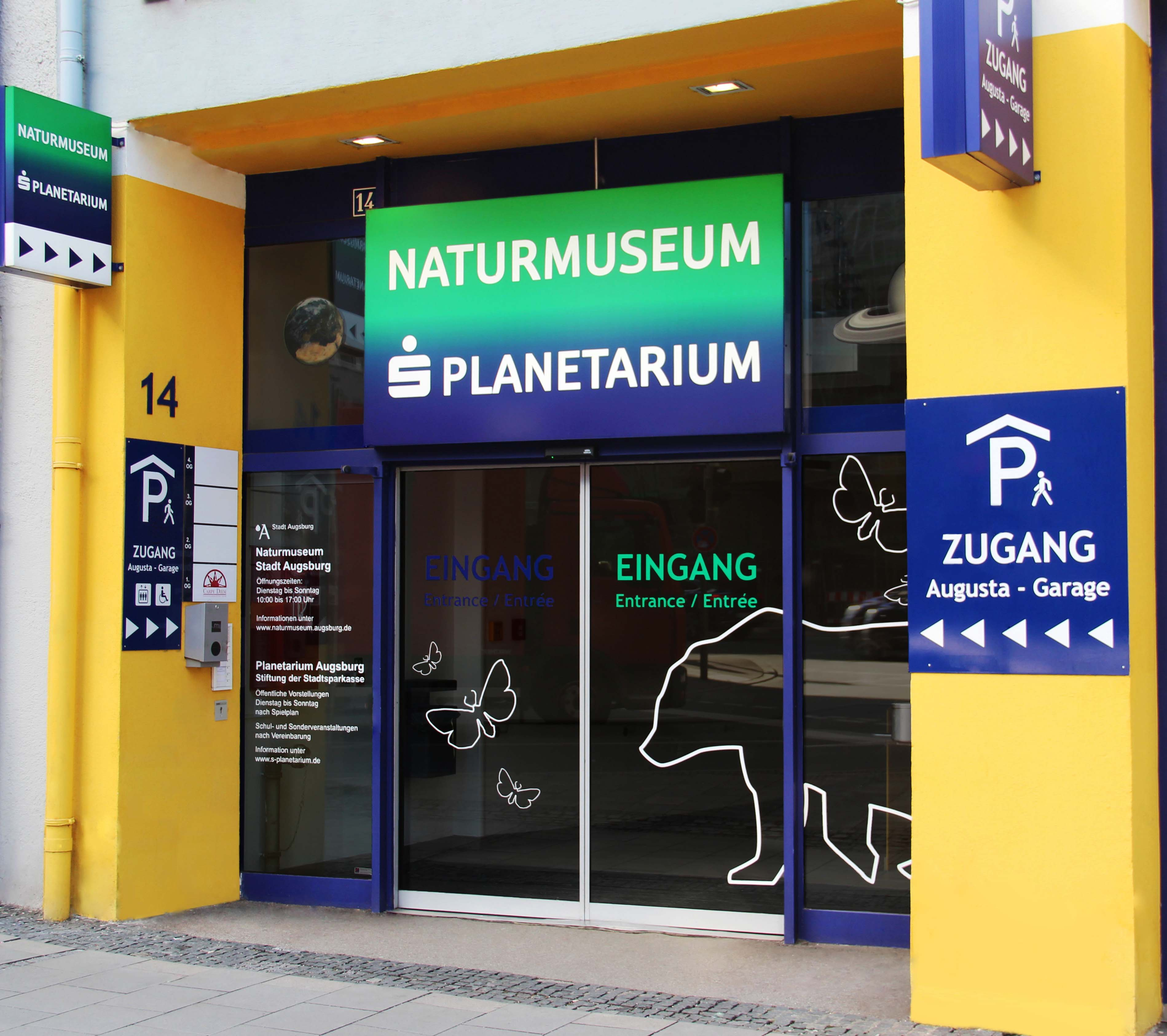
Eingangsbereich (2019)

Das Naturmuseum Augsburg wird von der Stadt Augsburg betrieben und befindet sich in den „Augusta Arcaden“ (früher „Ludwigpassagen“ genannt) in der nördlichen Altstadt. Den Schwerpunkt der Ausstellungen aus den Gebieten Geologie, Mineralogie, Botanik, Zoologie und Paläontologie (Fossilien, Paläobotanik) bildet die Molasse, eine aus Verwitterungsschutt bestehende Bodenschicht, die den Untergrund eines Großteils des Alpenvorlands und von Süddeutschland ausmacht. Das Augsburger Naturkundemuseum ist deutschlandweit das einzige, das sich auf diesen Bereich spezialisiert hat.

## Geschichte

### Im Maximiliansmuseum (1856–1905)

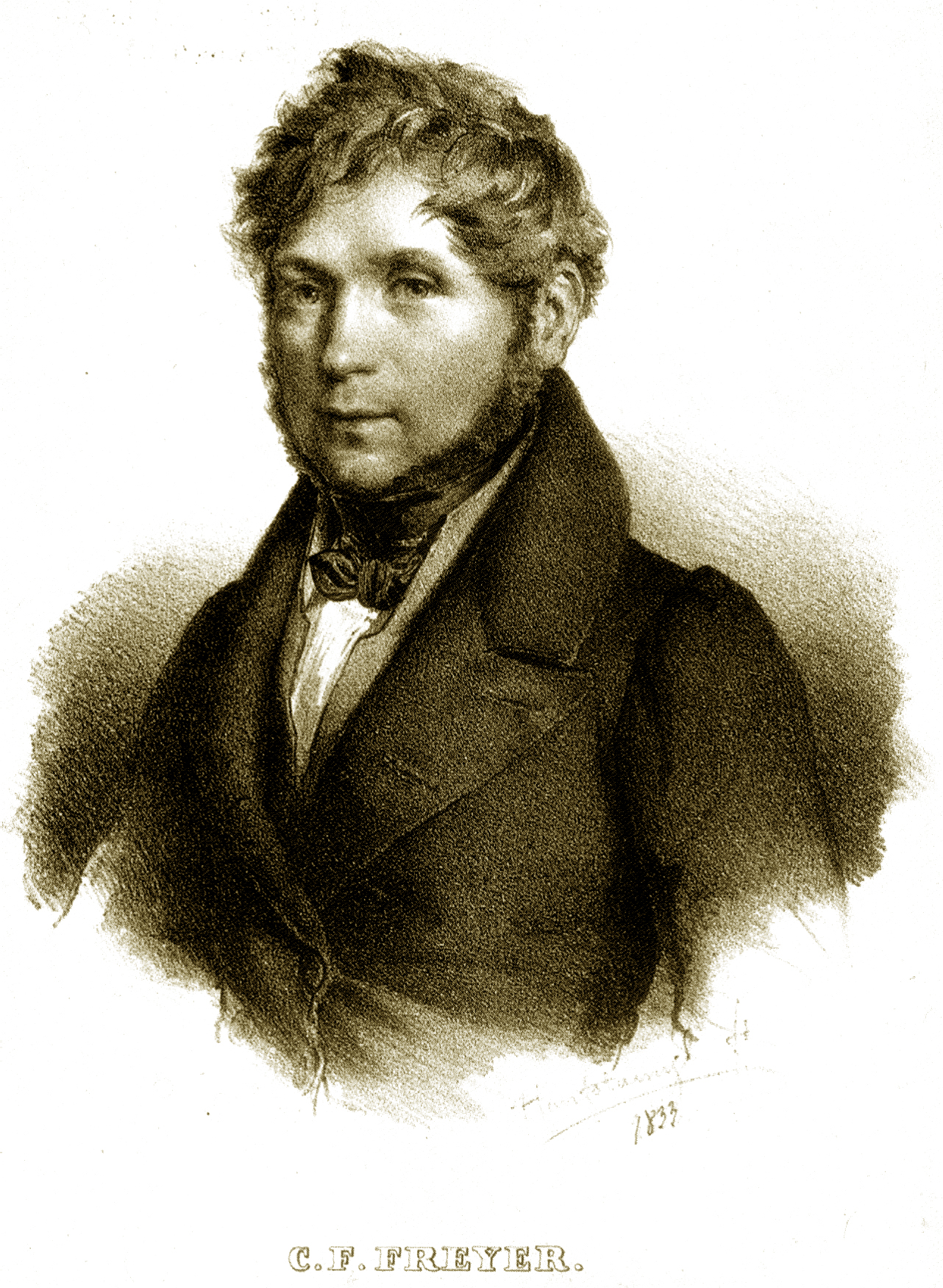
Christian Friedrich Freyer, Konservator für Entomologie des Naturhistorischen Vereins in Augsburg

Das Museum wechselte mehrmals den Betreiber, Standort und Namen. Seine Anfänge gehen auf den 1846 gegründeten Naturhistorischen Verein Augsburg zurück. Dieser eröffnete 1854 eine Präsentation seiner naturhistorischen Sammlung als Teil des ersten Augsburger Museums, welches ab 1856 den Namen Maximiliansmuseum trug. Die Sammlungen des prosperierenden Vereins, der sich 1887 in Naturwissenschaftlicher Verein für Schwaben und Neuburg (a. V.) umbenannte, nahmen stetig zu und waren gegliedert in eine zoologische, botanische, mineralogische, paläontologische und ethnographische Abteilung. Unter den Wissenschaftlern aus dieser Zeit ist besonders der Schmetterlingskundler Christian Friedrich Freyer und unter den Präparatoren des Museums Johann Friedrich Leu hervorzuheben.

### Im Stettenhaus (1906–1944)
1904 wurde beschlossen, dass sich die naturkundliche Sammlung nach über 50 Jahren vom Maximiliansmuseum trennen und in ein eigenes Gebäude, das Stettenhaus am Obstmarkt Nr. 15 (Litera D158), umziehen solle. Dieser Komplex mehrerer historischer Gebäude war nach der Patrizierfamilie Stetten benannt. Nach notwendigen Umbauarbeiten fand unter der Leitung des Vereinsvorstands Lorenz Gerstlauer der Umzug in das neue Gebäude statt, wo das Museum am 18. November 1906 eröffnet wurde. Die nun eigenständige Institution gewann durch den Umzug und durch nachfolgende Ankäufe und Schenkungen nochmals und galt nun als das bedeutendste naturkundliche Museum Bayerns und eines der reichhaltigsten und bekanntesten in Europa. 1929 wurde erstmals ein hauptamtlicher Kustos zur Leitung des Museums eingesetzt, Ludwig Wegele.
1937 wurde der Augsburger Tiergarten gegründet. 1939 wurde entsprechend der nationalsozialistischen Kulturpolitik für besser kontrollierbare „Großvereine“ der Tiergartenverein mit dem Naturwissenschaftlichen Verein zum Naturkunde- und Tiergartenverein zusammengeschlossen. Die Kriegsjahre brachten unruhige Zeiten für den Verein und die vollständige Zerstörung seines Museums. Bei den Luftangriffen auf Augsburg im Jahr 1944 brannte das Museum vollständig aus. Der Verein wurde zu Kriegsende zwangsaufgelöst. 1946/1947 kam es zu einer Neugründung zweier Vereine, die beide das Werk des Naturwissenschaftlichen Vereins wieder aufnehmen wollten. Da zwei Vereine gleichen Namens nicht nebeneinander existieren dürfen, musste sich einer von diesen umbenennen. So entstand parallel zum Naturwissenschaftlichen Verein für Schwaben e. V. (welcher satzungsgemäß eng mit dem Tiergarten bzw. Zoo zusammenarbeitete) die Naturforschende Gesellschaft Augsburg e. V.

### In den Wassertürmen (1948–1953)
Bereits 1946, zum 100-jährigen Vereinsjubiläum, war der als Ornithologe, Entomologe und Präparator angesehene ehemals zweite Vorsitzende Anton Fischer zum Ehrenmitglied desjenigen Vereins, der nun die Naturforschende Gesellschaft Augsburg hieß, ernannt worden. Er konnte etliche seiner Präparate retten. Der Verein nahm sich vor, baldmöglichst ein neues naturwissenschaftliches Museum zu schaffen und im Jahr 1948 wurde dieses unter der Initiative von Anton und seinem Sohn Heinz Fischer in einem der Wassertürme am Roten Tor eröffnet. Es enthielt unter anderem mehr als 700 von Anton Fischer präparierte Vögel. Zunächst in vier Stockwerken des Spitalturms untergebracht, wurde das Museum bald zusätzlich auf den Kleinen Wasserturm ausgedehnt. Dieses Nachkriegsmuseum bestand bis 1953 bzw. 1955 und endete mit einer abrupten Schließung durch die Stadt, die die Wassertürme für andere Nutzungen freimachen wollte.

### Im Fuggerhaus (1964–1987)
Die Stadt Augsburg beschloss, nun ein städtisches Naturkundemuseum zu eröffnen und ernannte 1954 den Biologen Wilhelm Issel zum Museumsleiter, der dieses Amt bis 1978 innehatte. Issel wurde außerdem 1960 Geschäftsführer des Naturwissenschaftlichen Vereins für Schwaben. Den Grundstock für dieses Museum erwarb die Stadt aus dem 1955 aufgelösten Museum. Von 1964 bis 1987 bestand das Naturwissenschaftliche Museum in einer durch die Stadt angemieteten 200-Quadratmeter-Wohnung in einem der Fuggerhäuser in der Maximilianstraße 36.

### In der Ludwigstraße (seit 1991)

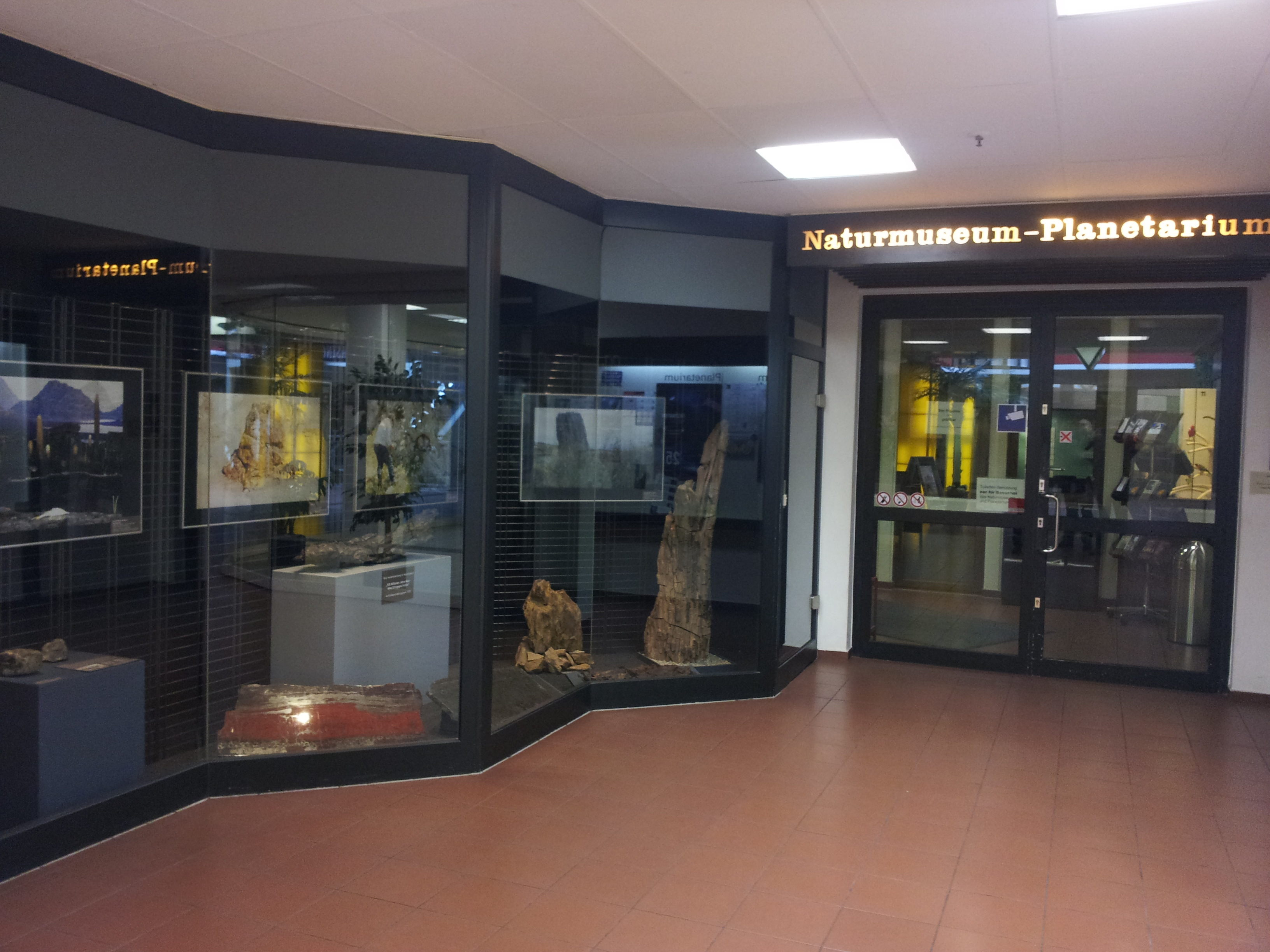
Alter Eingangsbereich (vor Umbau und Erweiterung 2015)

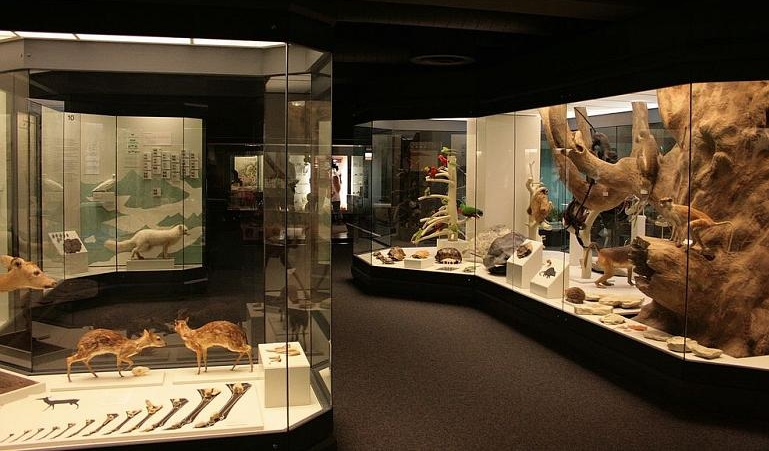
Vitrinen im Naturmuseum Augsburg

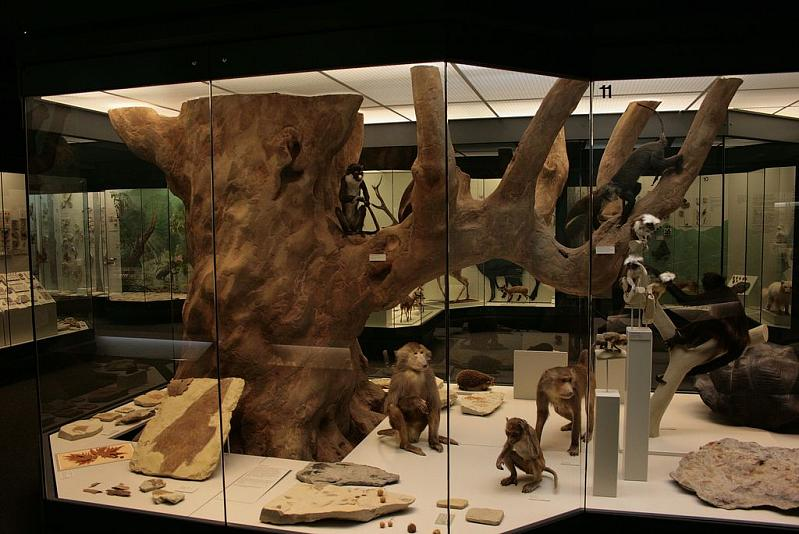
Primaten-Vitrine

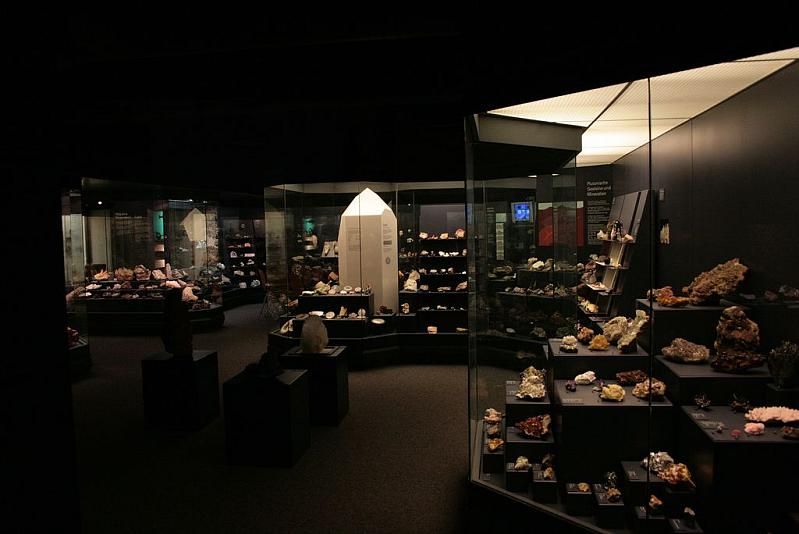
Mineralien

Das Naturwissenschaftliche Museum im Fuggerhaus war räumlich beengt und es gab dort auch keine Räume für Werkstätten oder Sammlungsdepots, weshalb für diese Zwecke Notbehelfe dienen mussten. Um diesem Missstand abzuhelfen, wurden neue und größere Räume gesucht. Man fand diese schließlich im ehemaligen Druckgebäude der Augsburger Allgemeinen, welches die Stadt Augsburg kaufte und für das neue Museum herrichtete. Es befindet sich in der Augsburger Innenstadt unweit des Stadttheaters an fast derselben Stelle wie das 1944 zerstörte Stettenhaus und gehört zu dem Einkaufszentrum Augusta Arcaden (ehemals Ludwigspassagen). Es ist mit den öffentlichen Verkehrsmitteln der Stadtwerke Augsburg durch mehrere Straßenbahn- und Stadtbuslinien gut zu erreichen.
Nach einer mehrjährigen erneuten Schließungsphase anlässlich des Umzugs eröffnete das Museum im Jahr 1991 wieder in Teilen und 1996 in vollem Umfang für jedermann. Es trägt nun den Namen „Naturmuseum Augsburg“ und umfasst eine Fläche von 966 m² auf vier Stockwerken. Die Neugründung des Museums ist ein wesentliches Verdienst von Michael Achtelig, der 1978 bis 2003 der Leiter des Museums, und im gleichen Zeitraum auch Geschäftsführer des Naturwissenschaftlichen Vereins für Schwaben war.
Die Stadt Augsburg ist weiterhin für die Finanzierung der Einrichtung, der Ausstellungen und des Unterhalts zuständig und stellt damit auch die hauptamtlichen Mitarbeiter. Daneben engagiert sich der Naturwissenschaftliche Verein für Schwaben, der seine aktuelle Geschäftsstelle im Umweltbildungszentrum hat, stark für Erhalt und Fortentwicklung des Museums. Er unterstützt die Stadt dabei nicht nur durch finanzielle Mittel, sondern stellt daneben auch ehrenamtliche Mitarbeiter für den normalen Betrieb und besondere Veranstaltungen wie spezielle Exkursionen oder Vorträge.
Der Naturwissenschaftliche Verein für Schwaben, auf den das Museum geschichtlich zurückgeht, hatte noch bis zum Jahr 2012 die tatkräftige Unterstützung des Naturmuseums Augsburg sowie des Zoos Augsburg in seiner Satzung verankert. In der Satzung vom 29. März 2012 wurde dieser Vereinszweck gestrichen.

## Aufbau und Ausstellungen
Das Museum besteht aus mehreren zusammenhängenden Einzelausstellungen zu thematisch verwandten Gebieten und besitzt einen besonderen Schwerpunkt auf der Molasse: Hierbei wird die fossile Tier- und Pflanzenwelt Süddeutschlands aus der Zeit des Tertiärs behandelt. Da es für die Besucher teilweise schwierig ist, die gezeigten Fossilexponate zu erkennen und zu deuten, wurde für diese in aufwändiger Arbeit jeweils eine Silhouette erstellt und – wenn möglich – einem noch lebenden Vertreter der jeweiligen Gattung gegenübergestellt.
Weitere Ausstellungen befassen sich auf eigenen Etagen mit Exponaten aus den umfangreichen Sammlungen des Naturmuseums aus den Bereichen der Geologie, Mineralogie, Ökologie und Zoologie, wobei diese auf umfassenden Informationstafeln erläutert werden.
Bei der Einrichtung des Museums wurde ein besonderes Augenmerk darauf gelegt, die Ausstellungen möglichst modern und interaktiv (zum Beispiel durch Videovorführungen) zu gestalten und auch den didaktischen Aspekt nicht zu vernachlässigen. Deshalb ist das Naturmuseum auch häufig Ziel von Schulklassen oder anderen größeren Gruppen.
Neben der Dauerausstellung besitzt das Museum auch einen Raum für Wechselausstellungen und einen Seminarraum. Zum Museum gehören ferner eine naturwissenschaftliche Hausbibliothek, deren Grundstock auf die Privatbibliothek von Georg Steinbacher zurückgeht (Stiftung 1979), Präparationswerkstätten und Magazinräume mit umfangreichen, großteils noch nicht erschlossenen Sammlungen.

## Planetarium
Im selben Gebäude befindet sich auch das Sparkassen-Planetarium, das den Ausstellungen angeschlossen ist, sonst aber selbstständig von einer eigenen Stiftung der Stadtsparkasse Augsburg betrieben wird.